# Izatha oleariae
Izatha oleariae là một loài bướm đêm thuộc họ Oecophoridae. Nó là loài đặc hữu của New Zealand, ở đó nó is only known from quần đảo subantarctic Snares.
Sải cánh dài 15.5–20 mm đối với con đực và 15.5–20 mm đối với con cái. Con trưởng thành bay từ tháng 11 đến tháng 2.
Người ta đã ghi nhận ấu trùng đục cây chết của loài Olearia lyallii, hoặc dưới vỏ của cây chết loài này.